# Bel-Air-Val-d'Ance
Bel-Air-Val-d'Ance é uma comuna francesa na região administrativa da Occitânia, no departamento de Lozère. Estende-se por uma área de 41.40 km², e possui 534 habitantes, segundo o censo de 2018, com uma densidade de 13 hab/km².
Foi criada, em 1 de janeiro de 2019, a partir da fusão das antigas comunas de Chambon-le-Château e Saint-Symphorien.